# Hemus
Hemus (grec antic: Αἷμος, llatí: Haemus o Aemus) és una serralada al nord de Tràcia avui conegudes com els Balcans. El nom deriva suposadament de la paraula tràcia saimon (serralada) que els grecs van convertir en Haimos. Una altra teoria suposa el nom derivat del sànscrit himan o héman, que voldria dir «muntanya freda» o «muntanya tempestuosa» i que els grecs van deformar a Keima o Keimos.
Les muntanyes conegudes per Hemus s'estenien de la mar Adriàtica a l'Euxí (Mar Negre). Heròdot aplica aquest nom a les muntanyes a l'oest de les muntanyes Ròdope, amb el riu Cios (Cius), tributari de l'Ister, com a divisòria, però la majoria d'autors limiten el nom a les muntanyes de l'est, des del mont Scomius fins a la mar Negra on acabava entre les ciutats de Naulochus i Mesèmbria. Els antics deien que des de la muntanya més alta es podien veure l'Adriàtic i la mar Negra, però això aviat ho va refutar Estrabó. Plini el Vell diu que prop de la cimera de la muntanya més alta hi havia una ciutat de nom Aristaeum. Hi havia fins a sis passos importants que creuaven la muntanya, segons els autors antics, però el principal era el que estava situat entre Filipòpolis i Sàrdica que Amià Marcel·lí esmenta amb el nom de Succi o Succorum angustiae, però és més conegut com a «Portes Trajanes». Els otomans el van anomenar Ssulu Derbend.
A la serralada del Hemus vivien pobles tracis i Heròdot i Estrabó esmenten algunes tribus específiques: els crobizis, els coral·lis, els bessos, els astis i d'altres. Els romans els consideraven bandits i deien especialment dels astis que eren els principals pirates de la mar Negra, però més tard Felip V de Macedònia els va traslladar a un altre emplaçament.
Al segle iv va donar nom a la província romana d'Haemimontus.